# James Hector MacDonald
James Hector MacDonald, C.S.C. (Whycocomagh, Nueva Escocia, 28 de abril de 1925 - St. Catharines, Ontario, 30 de mayo de 2025) fue un prelado católico canadiense. Se desempeñó como arzobispo de San Juan de Terranova, entre 1991 y 2000.